# 都靈 (喬治亞州)
都靈（英語：Turin）是一個位於美國喬治亞州考維塔縣的城鎮。

## 地理
都靈的座標為33°19′36″N 84°38′03″W / 33.32667°N 84.63417°W，而該地的平均海拔高度為276米（即906英尺）。

## 人口
根據2010年美國人口普查的數據，都靈的面積為4.19平方千米，當中陸地面積為4.17平方千米，而水域面積為0.02平方千米。當地共有人口274人，而人口密度為每平方千米65人。